# Мистър Бийн
 Тази статия е за сериала.  За едноименния персонаж от него вижте Мистър Бийн (персонаж).  
„Мистър Бийн“ (на английски: Mr. Bean) е британски ситком от 14 половинчасови епизода с участието на Роуън Аткинсън в ролята на главния персонаж. Сценаристи са Роуън Аткинсън, Робин Дрискол, Ричард Къртис и Бен Елтън. Едноименният първи епизод е излъчен на 1 януари 1990 г., а последният – на 31 октомври 1995.